# Campeonato da Europa de Atletismo de 2016 - 10000 m feminino
A prova dos 10000 metros feminino do Campeonato da Europa de Atletismo de 2016 foi disputada no dia 6 de julho de 2016 no Estádio Olímpico de Amsterdã em Amesterdão,  nos Países Baixos. 

## Recordes
Antes desta competição, os recordes mundiais e do campeonato nesta prova eram os seguintes:
|                       | Nome              | Nacionalidade | Tempo     | Local   | Data                  |
| --------------------- | ----------------- | ------------- | --------- | ------- | --------------------- |
| Recorde mundial       | Wang Junxia       | China         | 29m31s78  | Pequim  | 8 de setembro de 1993 |
| Recorde do campeonato | Paula Radcliffe   | Reino Unido   | 30m01s 09 | Munique | 8 de agosto de 2002   |
| Recorde europeu       | Elvan Abeylegesse | Turquia       | 29m56s34  | Pequim  | 15 de agosto de 2008  |

## Medalhistas
| Ouro              | Prata                 | Bronze                          |
| Yasemin Can (TUR) | Ana Dulce Félix (POR) | Karoline Bjerkeli Grøvdal (NOR) |

## Cronograma
Todos os horários são locais (UTC+2).
| Data       | Hora  | Evento |
| ---------- | ----- | ------ |
| 6 de julho | 18:55 | Final  |

## Resultado final
| Posição           | Atleta                    | Nacionalidade | Tempo    | Notas                |
| ----------------- | ------------------------- | ------------- | -------- | -------------------- |
| Medalha de ouro   | Yasemin Can               | Turquia       | 31:12.86 | EL, EU23             |
| Medalha de prata  | Dulce Félix               | Portugal      | 31:19.03 | Recorde pessoal      |
| Medalha de bronze | Karoline Bjerkeli Grøvdal | Noruega       | 31:23.45 | Recorde pessoal      |
| 4                 | Fionnuala McCormack       | Irlanda       | 31:30.74 | Recorde da temporada |
| 5                 | Jo Pavey                  | Grã-Bretanha  | 31:34.61 | Recorde da temporada |
| 6                 | Veronica Inglese          | Itália        | 31:37.43 | Recorde pessoal      |
| 7                 | Jess Andrews              | Grã-Bretanha  | 31:38.02 | Recorde pessoal      |
| 8                 | Jip Vastenburg            | Países Baixos | 32:04.00 |                      |
| 9                 | Sarah Lahti               | Suécia        | 32:14.17 |                      |
| 10                | Trihas Gebre              | Espanha       | 32:20.45 |                      |
| 11                | Alexi Pappas              | Grécia        | 32:27.80 |                      |
| 12                | Carla Salomé Rocha        | Portugal      | 32:57.44 |                      |
| 13                | Christelle Daunay         | França        | 33:03.36 |                      |
| 14                | Tara Jameson              | Irlanda       | 33:19.85 |                      |
| 15                | Olha Skrypak              | Ucrânia       | 33:36.79 | Recorde da temporada |
| 16                | Johanna Peiponen          | Finlândia     | 34:39.91 |                      |
| 17                | Almensch Belete           | Bélgica       | DNF      |                      |
| 17                | Sara Moreira              | Portugal      | DNF      |                      |

Legenda
| Recorde mundial       | Recorde mundial (World record)               |                       | Recorde africano                      | Recorde africano (African) |                                           | Q | Classificado por posição (Qualified) |
| Recorde do campeonato | Recorde do campeonato (Championship record)  | Recorde da América    | Recorde da América (Americas)         | q                          | Classificado por melhor tempo (Qualified) |   |                                      |
| Melhor marca do ano   | Melhor marca do ano (World leading)          | Recorde asiático      | Recorde asiático (Asian)              | DNS                        | Não largou (Did not start)                |   |                                      |
| Recorde nacional      | Recorde nacional (National record)           | Recorde europeu       | Recorde europeu (European)            | DNF                        | Não terminou (Did not finish)             |   |                                      |
| Recorde pessoal       | Recorde pessoal do atleta (Personal best)    | Recorde da Oceania    | Recorde da Oceania (Oceania)          | DSQ / DQ                   | Desclassificado (Disqualified)            |   |                                      |
| Recorde da temporada  | Recorde da temporada do atleta (Season best) | Recorde sul-americano | Recorde sul-americano (South America) | NM                         | Sem marca (No mark)                       |   |                                      |